# Église Saint-Martin de Bouelles
Pour les articles homonymes, voir Église Saint-Martin.
L'église Saint-Martin est une église catholique située à Bouelles, en France.

## Localisation
L'église est située à Bouelles, commune du département français de la Seine-Maritime.

## Historique
L'édifice actuel est daté du XIIe siècle et du XVIe siècle. L'ouvrage du Patrimoine des communes de Seine-Maritime évoque une reconstruction aux XVIe siècle et XVIIe siècle.  
L'édifice est reconstruit sur des bases d'un édifice antérieur du XIe siècle et XIIe siècle d'époque romane. La construction a été longue.
Il est modifié au XIXe siècle avec notamment l'ajout d'un porche, d'une chapelle sur la façade nord et d'un agrandissement des fenêtres.
L'édifice est inscrit au titre des monuments historiques par arrêté du 22 juillet 1996.
L'association pour la sauvegarde de l'art français a attribué des subventions en 1997 et 1998 pour la réfection des couvertures et le nettoyage de la voûte.

## Description
L'édifice est construit en moellon et silex. La chapelle et la sacristie sont en brique. Le toit est en tuile et le clocher recouvert d'ardoise.
L'intérêt de l'église est son « beau décor intérieur ».
La charpente, du XVIIe siècle, est en bois sculpté et comporte de la polychromie, dont des représentations des blasons de seigneurs locaux sur la voûte du chœur. Une inscription date le décor de 1634.
L'église comprend une statue de la Vierge à l'Enfant en bois taillé du XIVe siècle,, de sainte Barbe, de  sainte Catherine d'Alexandrie, de saint Nicolas du XVIe siècle.